# Io & Marley (film)
Io & Marley (Marley & Me) è un film del 2008 diretto da David Frankel, basato sull'omonimo romanzo autobiografico di John Grogan, e interpretato da Owen Wilson e Jennifer Aniston.
Il film è stato distribuito nelle sale italiane il 3 aprile 2009. Nel 2011 è stato realizzato un midquel per video intitolato Io & Marley 2 - Il terribile (Marley & Me: The Puppy Years) uscito solo per il mercato home video.

## Trama
I novelli sposi John e Jenny Grogan si trasferiscono nel sud della Florida per lavorare come reporter presso giornali concorrenti. Al The Palm Beach Post Jenny riceve immediatamente articoli da prima pagina, mentre al South Sun-Sentinel John è relegato a scrivere necrologi e brevi articoli da due paragrafi.
Quando Jenny inizia a prendere in considerazione l'idea di avere un bambino, l'amico e collega di John, Sebastian, gli suggerisce di adottare un cane per verificare se sono pronti ad avere una famiglia. La coppia sceglie un cucciolo di labrador retriever giallo che John chiama Marley (in onore di Bob Marley). L'animale si rivela vivace e fuori controllo e né lezioni di addestramento canino né la sterilizzazione riescono a frenare il suo comportamento turbolento.
Il capo di John gli offre una rubrica bisettimanale in cui potrà scrivere tutto quello che vuole. Inizialmente a corto di idee, il ragazzo si accorge che le vicissitudini quotidiane di Marley forniscono il perfetto argomento. La rubrica ottiene un grande successo tra i lettori, arrivando a far raddoppiare le vendite dei giornali. Nel frattempo, Jennifer resta incinta ma subisce un aborto spontaneo durante il primo trimestre di gravidanza; la coppia resta devastata, venendo confortata da Marley.
In seguito a un viaggio in Irlanda, la coppia riesce finalmente ad avere un figlio. Alla nascita del secondo bambino, Jenny decide di dimettersi dal lavoro per occuparsi della casa e della famiglia, mentre John ottiene una promozione e inizia a scrivere una rubrica giornaliera per uno stipendio raddoppiato. In seguito all'accoltellamento di una vicina da parte del fidanzato, preoccupandosi per l'alto tasso di criminalità del quartiere, la famiglia si trasferisce in una casa più grande a Boca Raton. Frustrata per la sua nuova situazione consistente nell'essere a casa dal lavoro a crescere due bambini piccoli, Jenny mostra sintomi di depressione post-partum; anche a causa della turbolenza di Marley diventa sempre più irritabile e scontrosa verso il cane e litiga spesso con John. A un certo punto prende la decisione di mandare via Marley e chiede a John di trovare all'animale una nuova sistemazione ma, dopo qualche giorno di assenza, capisce che Marley è una parte indispensabile della famiglia. Anni dopo, in un clima più sereno, John e Jenny hanno una terza figlia.
John diventa insoddisfatto della sua posizione; accetta quindi con l'appoggio della moglie un lavoro da giornalista e si trasferisce con la famiglia in Pennsylvania. Marley, ormai anziano, viene colpito da un disturbo intestinale che gli causa degli attacchi e il veterinario consiglia di sopprimerlo per porre fine alle sue sofferenze. Pertanto, Marley muore serenamente con John al suo fianco. La famiglia rende un ultimo saluto al suo amato animale domestico e lo seppellisce sotto un albero nel loro giardino.

## Accoglienza
La realizzazione del film costò 60 milioni di dollari con un incasso di 244.082.376 di dollari.

## Curiosità[1]
- Il vero John Grogan appare nel film, nel ruolo del proprietario del Cocker Spaniel nella scena riguardante l’addestramento.
- Durante tutto il film, Marley fu interpretato da 22 cani differenti.
- Jennifer Aniston, prima che le fosse dato il copione, non aveva ancora letto il romanzo di John Grogan. Inizialmente rifiutò il ruolo non trovando i film con cani molto interessanti.
- I genitori di Owen Wilson compaiono nel film, interpretando i genitori di John Grogan.